# 北本貴士
北本 貴士（きたもと たかし、1936年3月21日 - ）は、日本のプロゴルファー。
旧名は「北本 隆」 。

## 来歴
1957年にプロ入り。
1958年の日本プロでは大会初出場ながら予選を通過すると1回戦で陳清水、2回戦で島村祐正とベテランを下して台風の目になる。3日目の36ホールの準決勝では中村寅吉を前に萎縮したのかプレーが冴えず、前半の18ホールを終えて6アップと大量リードされるが、午後になると1番を奪ったのを皮切りに次々にホールを奪うなど中村を苦しめ、焦りが出た中村はミスを連発。中村に僅か1アップと迫るが、その後は15番パー3の3番アイアンの1打をカップ数cmに止めるバーディー、続く16番では8ｍのバーディーパットをねじ込んで突き放され、北本は敗れた。
1962年の日本プロでは杉原輝雄と並んでの2位タイに入った。